# Dati aperti

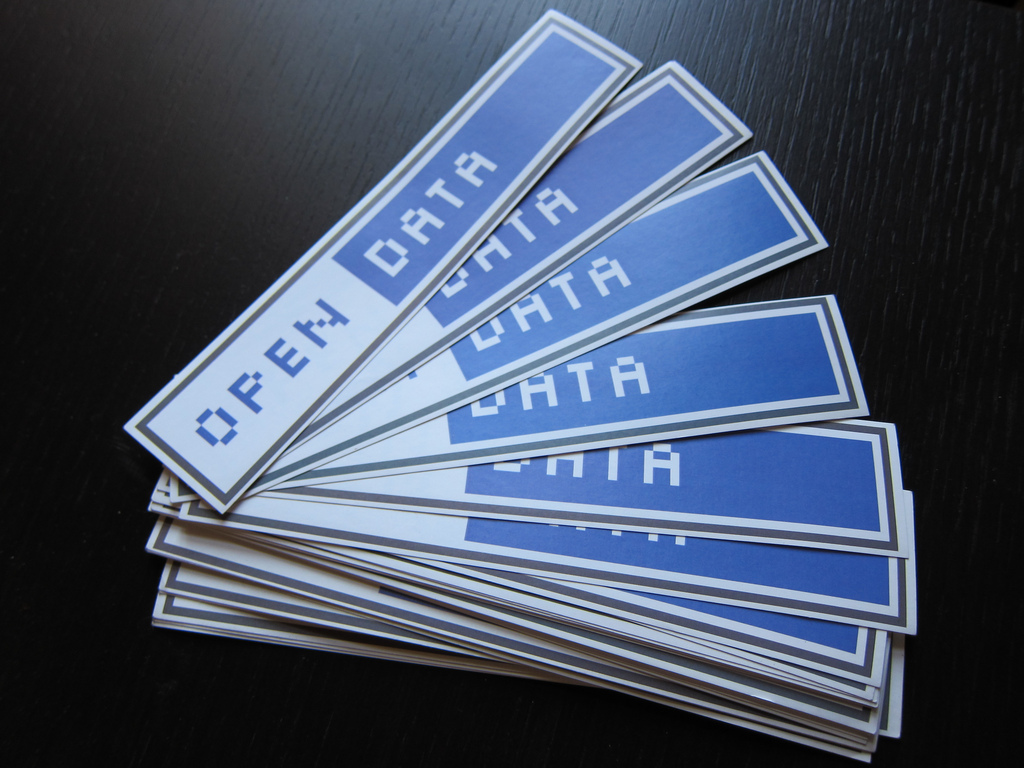
L'indicazione chiara dei termini di licenza è una componente fondamentale dei "dati aperti", ed etichette iconiche come quelle in questa immagine hanno questo scopo.

I dati aperti, comunemente chiamati con il termine inglese open data anche nel contesto italiano, sono dati liberamente accessibili a tutti le cui eventuali restrizioni sono l'obbligo di citare la fonte o di mantenere la banca dati sempre aperta. L'open data si richiama alla più ampia disciplina dell'open government, cioè una dottrina in base alla quale la pubblica amministrazione dovrebbe essere aperta ai cittadini, tanto in termini di trasparenza quanto di partecipazione diretta al processo decisionale, anche attraverso il ricorso alle nuove tecnologie dell'informazione e della comunicazione; e ha alla base un'etica simile ad altri movimenti e comunità di sviluppo "open", come l'open source, l'open access e l'open content. Nonostante la pratica e l'ideologia che caratterizzano i dati aperti siano da anni ben consolidate, con la locuzione "open data" si identifica una nuova accezione piuttosto recente e maggiormente legata a Internet come canale principale di diffusione dei dati stessi. Gli open data sono fondamentali per il data journalism, o giornalismo di precisione.

## Descrizione
Come con il software libero, l'accesso aperto o l'open source, sin dal 2005 (The Open Definition) diverse dichiarazioni formali sui dati aperti sono state comunemente accettate e condivise a livello internazionale.
Gli open data fanno di frequente riferimento a informazioni rappresentate in forma di database e riferite alla tematiche più disparate, ad esempio: cartografia, genetica, composti chimici, formule matematiche e scientifiche, dati medici e pratica, delle bioscienze, dati anagrafici, dati governativi, ecc. Vi sono alcune difficoltà oggettive che impediscono alla pratica dei dati aperti una larga diffusione.
I primi ostacoli per l'apertura dei dati vengono da restrizioni a monte quali privacy, segreto statistico, dati su flora e fauna protetta e interessi aziendali.
Uno dei problemi principali spesso riguarda il valore commerciale che gli stessi dati, visti sia in forma puntuale che aggregata, possono avere. I dati sono di frequente controllati da organizzazioni, sia pubbliche che private, che spesso mostrano renitenza di fronte alla possibilità di diffondere il proprio patrimonio informativo. Il controllo sui dati può avvenire attraverso limitazioni all'accesso, alle licenze con cui vengono rilasciati, ai diritti d'autore, brevetti e diritti di riutilizzo. Di fronte a queste forme di controllo sui dati, e più in generale sulla conoscenza, i sostenitori dell'Open Data affermano che tali restrizioni siano un limite al bene della comunità e che i dati dovrebbero essere resi disponibili senza alcuna restrizione o forma di pagamento. Inoltre, è importante che i dati, dopo essere stati pubblicati, siano riutilizzabili senza necessità di ulteriore autorizzazione, anche se determinate forme di riutilizzo (come la creazione di opere derivate) può essere controllato attraverso specifiche licenze (ad esempio Creative Commons, GFDL). Pertanto, le licenze che non permettono il riuso a fini commerciali o le modifiche non sono considerate open data.
Una rappresentazione tipica della necessità dell'apertura dei dati viene proposta in una dichiarazione di John Wilbanks, direttore esecutivo dello Science Commons:
Inoltre accade spesso che gli stessi creatori di dati sottovalutino l'importanza degli stessi e non considerino la necessità di precisare le condizioni della proprietà intellettuale, delle licenze e del loro riutilizzo. Ad esempio, molti enti (siano essi di natura scientifica o governativa) per mancanza di consapevolezza dell'importanza dei propri dati non prendono in considerazione l'ipotesi di rilasciarli con licenze aperte. La mancanza di una determinata licenza che certifichi la possibilità di riutilizzare i dati rende difficile determinare lo stato di un insieme di dati e ne limita l'uso.

### Definizione
Il progetto Open Definition di Open Knowledge Foundation utilizza la seguente frase per definire dati (e contenuti) aperti: «un contenuto o un dato si definisce aperto se chiunque è in grado di utilizzarlo, ri-utilizzarlo e ridistribuirlo, soggetto, al massimo, alla richiesta di attribuzione e condivisione allo stesso modo».
La definizione, molto sintetica, viene poi meglio esplicata attraverso il documento "Conoscenza Aperta"  i cui contenuti sono molto simili a quelli della OSI definition .
Si tratta di 11 punti che mettono chiarezza sulle modalità di distribuzione e di accesso a tale informazioni.
Fra questi ricordiamo: la possibilità di utilizzare a qualsiasi scopo i dati (quindi eliminando clausole quali la possibilità di lucro) e l'assenza di restrizioni tecnologiche (formati aperti ma anche il servizio d'accesso).

### Diritti fondamentali
Secondo i sostenitori del movimento Open data, i dati andrebbero trattati come beni comuni; di seguito alcune delle argomentazioni utilizzate a sostegno di questa tesi:
- I dati appartengono al genere umano. Esempi tipici sono i genomi, i dati sugli organismi per la scienza medica, dati ambientali e meteorologici, ecc.
- I dati prodotti dalla pubblica amministrazione, in quanto finanziati da denaro pubblico, devono ritornare ai contribuenti, e alla comunità in generale, sotto forma di dati aperti e universalmente disponibili
- Restrizioni sui dati e sul loro riutilizzo limitano lo sviluppo della comunità
- I dati sono necessari per agevolare l'esecuzione di comuni attività umane (ad esempio i dati cartografici, le istituzioni pubbliche, ecc.)
- In campo scientifico il tasso di scoperta è accelerato da un migliore accesso ai dati.
- È essenziale che i dati scientifici siano resi aperti per fare in modo che la scienza sia più efficace e la società ottenga il massimo beneficio dalle ricerche scientifiche.

### Le 5 stelle dei dati aperti
Tim Berners-Lee, il fondatore del World wide web, ha classificato il formato dei dati su una scala a cinque stelle: una stella corrisponde al minimo di apertura, cinque stelle al massimo:

*Dato non strutturato e codificato in formato proprietario (esempi: un file pdf; un'immagine jpeg);

** Dato strutturato ma codificato in formato proprietario (quindi abbastanza facile da poter essere elaborato da un'applicazione informatica);

*** Dato strutturato in un formato non proprietario (per esempio, il formato CSV, che può essere aperto da qualsiasi software);

****Dati strutturati e codificati in formato non proprietario e dotati di un identificativo unico di risorsa (URI). Un esempio è lo standard RDF: applica al dato un significato condiviso (“quel dato ha lo stesso significato in qualsiasi lingua, per qualsiasi Paese”);

*****Dati aperti collegati ad altri insiemi di dati aperti (Linked data).
Nella scala di Berners-Lee, un dato può considerarsi aperto se ha almeno tre stellette.

### Gli open data nel panorama culturale contemporaneo
Open data rientra in un più ampio movimento di pensiero che mira a difendere i diritti dei cittadini/utenti con iniziative affini, da considerarsi parallele, sovrapporte in alcuni punti.
- L'Open content è il "padre" dell'Open data: il primo si occupa principalmente di opere creative, il secondo di dati e ricerca scientifica.
- Il software libero, che ha ispirato l'open content, è incentrato sulla libertà dell'utente oltre che sulla apertura del codice sorgente a beneficio del sistema sociale della produzione e distribuzione di software.
- L'open source è concentrato sulla sola apertura del codice sorgente (e non sulla sua redistribuzione).

## Iniziative internazionali sul tema Open data
L'approccio aperto ai dati ha trovato applicazione in diversi paesi; di seguito vengono elencate alcune delle principali iniziative.

### Stati Uniti
Una grossa spinta all'affermarsi del movimento Open data in ambito governativo è stata data dall'ex-presidente degli Stati Uniti d'America Barack Obama con la promulgazione della Direttiva sull'Open government nel dicembre 2009, nella quale si legge testualmente:
Alla direttiva sopra citata è stato dato un seguito "tangibile" attraverso il sito pubblico Data.gov , lanciato nel maggio 2009 dal "Chief Information Officer" (CIO) dell'amministrazione pubblica statunitense Vivek Kundra. Il sito è stato creato con l'obiettivo principale di raccogliere in un unico portale tutte le informazioni rese disponibili dagli enti statunitensi in formato aperto.

### Unione Europea
Il portale Open Data dell'UE è stato avviato nel 2012, a seguito della Decisione 2011/833/UE  della Commissione Europea sul riutilizzo dei documenti della Commissione stessa. La sua gestione tecnica è affidata all'Ufficio delle pubblicazioni ufficiali delle Comunità europee, mentre un apposito ufficio della Commissione si riserva di deciderne le politiche di gestione. Gli utenti possono accedere ai dati messi a disposizione da oltre 70 istituzioni europee che coprono l'intera gamma delle competenze dell'UE. Oltre ai dataset delle istituzioni europee, il Portale mette a disposizione anche vari strumenti (mappe e schemi interattivi, infografiche ecc.) che fanno uso dei dati pubblicati.
Il Portale è open source ed i suoi dati sono liberamente utilizzabili per fini commerciali e non commerciali, con alcune eccezioni che vengono segnalate.
Un portale più ampio varato il 16 novembre 2015, sempre dalla Commissione Europea, è l'European Data Portal, una piattaforma di metadati che permette di ricercare i dataset messi a disposizione in portali pubblici sia dalle istituzioni europee sia da quelle degli Stati membri dello Spazio economico europeo (i 28 membri dell'UE e i 4 membri dell'EFTA). Il portale viene sviluppato da un consorzio di aziende ed enti di ricerca europei.

### Italia

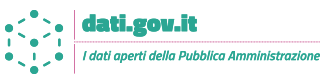
Logo del portale dei dati aperti della Pubblica Amministrazione italiana [http://www.dati.gov.it/ dati.gov.it

In Italia si è cominciato a parlare di dati aperti anche grazie al progetto OpenStreetMap. Con il fine di creare uno stradario liberamente utilizzabile, tra il 2007 e il 2010 alcune amministrazioni locali, grazie all'iniziativa di volontari (tra cui Ferrara, Merano, Vicenza, Montecchio Maggiore e Schio), hanno pubblicato con licenza aperta i dati dei propri stradari e altri propri dati.
Il Ministro per la pubblica amministrazione e l'innovazione Renato Brunetta in un'intervista rilasciata il 3 giugno 2010 all'allora direttore di Wired Italia Riccardo Luna ha anticipato la realizzazione di un portale italiano dell'Open data sul modello dei datagov anglosassoni entro la fine dell'anno. In data 18 ottobre 2011 il portale dati.gov.it è stato messo on line.
La Regione Piemonte nel maggio del 2010 ha realizzato il proprio portale regionale dei dati aperti . La regione Emilia-Romagna ha seguito l'esempio piemontese nel 2011 con il suo sito Open Data .
Nel marzo 2012 FormezPA ha rilasciato la seconda release della licenza Italian Open Data License, indicata come IODL v2.0, priva di clausole del tipo "condividi-allo-stesso-modo" e con la sola richiesta di attribuzione della fonte per il riutilizzo dei dati. La licenza è progettata per i dati delle pubbliche amministrazioni italiane
Open Knowledge Foundation Italia e il Centro NEXA su Internet & Società del Politecnico di Torino hanno offerto il repository it.ckan.net  dove chiunque poteva segnalare i dataset italiani disponibili online, assorbito da unico portale internazionale datahub.io  
Un servizio analogo era gestito dalla comunità del sito Spaghetti Open Data , ma il servizio è stato chiuso dopo il rilascio del sito nazionale, nel quale sono confluiti i dataset presenti.
Da settembre 2012 è disponibile anche DatiOpen.it , un'altra iniziativa indipendente che offre a tutti servizi gratuiti di segnalazione, caricamento e visualizzazione.
Alla fine del 2012 è stato rilasciato il servizio Open Data Hub Italia  che si è evoluto nel tempo e che oggi raccoglie in un ampio catalogo più di 38.000 dataset messi a disposizione da diverse organizzazioni sia pubbliche che private semplificandone la ricerca e l'accesso ai cittadini e alle imprese.
L'associazione di giornalismo investigativo e Radio Radicale hanno dato il via al primo corso strutturato di Open Data Journalism.
La comunità di maggior successo sul tema dei dati aperti si ritrova nella mailing list di Spaghetti Open Data.
Dal 2013 la società Present SpA ha reso disponibile sotto licenza Creative Commons il modello aperto Open Data Management Cycle (ODMC), che propone un ciclo di gestione per i dati aperti pronto per l'uso e/o modifica delle Pubbliche amministrazioni. Il modello è attualmente impiegato nel comune di Guidonia (che ha ricevuto il riconoscimento SMAU 2014 per la categoria Smart City), nelle Regioni Veneto e Umbria (adattato e rinominato "Modello Operativo Open Data (MOOD) Umbria"), nel Comune di Reggio Calabria e nella Città metropolitana di Genova.
Il legislatore italiano ha formalizzato una definizione di dati aperti (formalmente "dati di tipo aperto") inserendola all'interno del Codice dell'Amministrazione Digitale (da ultimo, all'art. 1, comma 1, lettera l-ter) del Decreto Legislativo 7 marzo 2005, n. 82 )
Secondo tale definizione, sono dati di tipo aperto i dati che presentano le seguenti tre caratteristiche:
1. sono disponibili secondo i termini di una licenza o di una previsione normativa che ne permetta l'utilizzo da parte di chiunque, anche per finalità commerciali, in formato disaggregato[non chiaro]
2. sono accessibili attraverso le tecnologie dell'informazione e della comunicazione, ivi comprese le reti telematiche pubbliche e private, in formati aperti ai sensi della lettera l-bis), sono adatti all'utilizzo automatico da parte di programmi per elaboratori e sono provvisti dei relativi metadati;
3. sono resi disponibili gratuitamente attraverso le tecnologie dell'informazione e della comunicazione, ivi comprese le reti telematiche pubbliche e private, oppure sono resi disponibili ai costi marginali sostenuti per la loro riproduzione e divulgazione salvo quanto previsto dall'articolo 7 del decreto legislativo 24 gennaio 2006, n. 36.

Il piano triennale per l'informatica nella pubblica amministrazione  integra la nozione di dato aperto affermando, al par. 4.1, che "Il dato deve essere inteso come bene comune, condiviso gratuitamente tra Pubbliche amministrazioni per scopi istituzionali e, salvo casi documentati e propriamente motivati, utilizzabile dalla società civile", sviluppando il cosiddetto principio open by default già presente nell'ordinamento italiano.
Molti siti presentano un design che è ottimo per l’occhio umano, ma ancora con una funzionalità molto limitata, ovvero molto scomodo per la gestione dei dati in forma inter-operabile.